# Васильев, Василий Павлович
Васи́лий Па́влович Васи́льев (20 февраля (4 марта) 1818, Нижний Новгород — 27 апреля (10 мая) 1900, Санкт-Петербург) — русский учёный-синолог, буддолог, санскритолог. Академик Петербургской АН (1886; член-корреспондент — 1866). Декан Восточного факультета Санкт-Петербургского университета (1878—1893).

## Биография
Сын мелкого чиновника из Нижнего Новгорода. В шестилетнем возрасте был οтдан в уездное училище, отучился там до 9 лет, после чего был определён в Нижегородский уездный суд на должность копииста; но после указа 1827 года, которым дозволялось зачислять на государственную службу молодых людей не ранее 14-летнего возраста, опять был определён в уездное училище — в третий класс, из которого в 1828 году был переведён в гимназию.
По окончании гимназии в 1834 году поступил в Казанский университет, где слушал лекции по отделу восточных языков историко-филологического факультета. После окончания курса в 1837 году ему было предложено отправиться в Пекин вместе с Русской духовной миссией для изучения санскрита, тибетского и китайского языков. Два года он готовился к поездке и занимался в это время изучением буддизма по монгольским источникам. Результатом этих занятий была первая, не изданная в печати, учёная работа, озаглавленная «Дух Алтан-гэрэл’а» (о Сутре Золотого Блеска), заключавшая в себе подробный разбор основ буддийской философии. Это сочинение доставило В. П. Васильеву в 1840 году степень магистра восточной словесности.
В 1840 году В. П. Васильев отправился в Пекин и прожил там безвыездно больше девяти лет, посвящая всё своё время изучению языков китайского, тибетского, санскритского, монгольского и маньчжурского. Его научные занятия при этом должны были раздробляться на изучение литератур самых разнообразных и притом совершенно новых для Европы. В своей учёной деятельности он коснулся разных отделов знаний о Востоке. На каждой его работе лежала печать своеобразного и самостоятельного взгляда на предмет, подлежащий его исследованиям, так как источниками для этих исследований служили только сочинения на языках восточных.
В 1850 году В. П. Васильев возвратился из Китая, а в 1851 году был назначен в Казанский университет экстраординарным профессором по кафедре китайской и маньчжурской словесности. С 1852 года — член Русского географического общества, с 1857 года — член-корреспондент Русского археологического общества.
В 1855 году он был переведён в Санкт-Петербургский университет; преподавал маньчжурский язык (1856—1893), читал курсы «Китайский язык и толкование авторов» (1856—1899), «Сочинения по китайской философии и литературе» (1868—1897) и «История Китая и история китайской литературы» (1871—1888) на Восточном факультете. Был деканом Восточного факультета университета в 1859 и 1878—1893 годах. Был утвержден в степени доктора восточных языков в 1864 году после защиты диссертации «Сведения о маньчжурах во времена династий Юань и Мин». Для студентов им были изданы: «Маньчжурско-Русский словарь» (1866); «Анализ китайских иероглифов» (1866); «Китайская хрестоматия», в трёх томах (1868); «Графическая система китайских иероглифов. Опыт первого китайско-русского словаря» (1867); «Примечания на третий выпуск китайской хрестоматии. Перевод и толкования Шицзина» (1882); «Примечания на второй выпуск китайской хрестоматии. Перевод и толковании Лунь-юй’я» (1884); «Анализ китайских иероглифов. Ч. II. Элементы китайской письменности» (1884); «Очерки истории китайской литературы» (1885); «Материалы по истории китайской литературы. Лекции, читанные студентам С.-Петербургского университета» (1888). Большинство этих трудов вышло уже вторыми изданиями, которые В. П. Васильев предпринимал в разное время, видоизменяя указанные учебники разными дополнениями, сокращениями и поправками.
В 1866 году стал член-корреспондентом Петербургской Академии наук; 11 января 1886 года был утверждён ординарным академиком АН по части восточной словесности.
В 1870 году Васильев ходатайствовал о принятии в преподаватели Петербургского университета японца В. И. Яматова, благодаря чему на Восточном факультете (до того часто называвшемся китайско-монгольским факультетом) началось преподавание японского языка.
Скончался в Санкт-Петербурге 27 апреля (10 мая) 1900 года.

## Награды
Был произведён в действительные статские советники 8 февраля 1869 года, в чин тайного советника — 1 января 1885 года. Был награждён орденами: Белого орла (1892), Св. Владимира 2-й ст. (1887), Св. Анны 1-й ст. (1878), Св. Станислава 1-й ст. (1874).
Был награждён Константиновской медалью РГО (1870) за сочинение «Буддизм, его догматы, история и литература».

## Оценка деятельности
В своих трудах Васильев впервые в отечественной науке предпринял попытку систематического изложения истории развития буддийской мысли. Кроме того, он был в числе первых востоковедов, поставивших вопрос о выработке адекватного языка описания буддийского духовного опыта, о критериях выбора аналогов для перевода категорий буддийского учения на европейские языки, в частности, о возможности применения таких понятий, как «спасение», «подвижничество», «святость», «божественное», «духовное», «плотское», «грех», к буддийским реалиям.

## Научное наследие
Как писали современники, коллеги Васильева, главнейшими из его ученых работ должны быть признаны следующие:
а) по части географии восточной Азии: в бытность свою в Пекине издал большую карту китайских владений на китайском языке и, помимо того, составил особые исторические карты Китая при 12 различных царствовавших в нём династиях. Здесь, рядом с нынешним названием местностей, показано название их в каждую данную эпоху; древние и несуществующие ныне города подписаны красною тушью. В 1852 г. поместил в «Журнале Министерства народного просвещения» статью: «Центральная Азия и главные хребты гор в китайских владениях», а в следующие за сим года, до 1857, напечатал в Записках Географического Общества «Описание Маньчжурии», «Записку о Нингуте», «О реках, впадающих в Амур», и «О существовании огнедышащей горы в Маньчжурии»;
б) по истории напечатал следующие исследования: «История и древности восточной части Средней Азии с X по XIII в., с приложением перевода китайских известий о киданях, чжурчженях и монголо-татарах» (1861 г.); «Сведения о маньчжурах во времена династий Юань и Мин» (1861 г.); «Русско-китайские трактаты» (1861 г.); «О движении магометанства в Китае» (1867 г.);
в) по литературе обратил на себя внимание ученого мира своими статьями, напечатанными за 1856 г. в бюллетенях Имп. Акад. Наук: «Die auf den Buddismus bezüglichen Werke der Universitäts-Bibliothek zu Kazan» и «Notice sur les ouvrages en langues de l’Asie orientale, qui se trouvent dans la bibliothéque de l’Université de St. Petersbourg». Статья эта была перепечатана потом в «Institut» и, в переводе на русский язык, в журнале «Русский вестник». Не менее важны также его статьи в «Журнале Министерства народного просвещения»: «Графическая система китайских иероглифов» и «Об отношении китайского языка к среднеазиатским»;
г) по религии были напечатаны сочинения: «Буддизм, его догматы, история и литература» (ч. I — введение и ч. III — «История буддизма в Индии Даранаты»); «Религии Востока: конфуцианство, буддизм и даосизм». Занимался изданием «Буддийского терминологического словаря».
Кроме вышеупомянутых трудов, В. П. Васильев помещал в разных журналах и газетах не менее интересные статьи, из числа коих можно отметить: «О далай-ламах в Тибете»; «Воспоминания о Пекине»; «Выписки из дневника, веденного в Пекине»; «Открытие Китая» (1859); «Две китайские записки о падении Кульджи и о занятии её русскими» (1872); «По поводу путешествии Гюка и Габе в Тибет» («Изд. Русск. Геогр. Общ.» 1872); «Россия и Средняя Азия» («Бирж. Ведомости». — № 135. — 1872); «Китайские посольства в Россию», «Голод в Китае»; «Современное положение Азии: китайский прогресс» (1883); «История японского уголовного судопроизводства»; «О преподавании восточных языков в России» и др.
Кроме того, он участвовал в газетах «Северная пчела», «Голос», «Биржевые Ведомости» и «Новое Время», где время от времени появлялись его сообщения о современном положении Китая и разных политических происшествиях на дальнем Востоке, которые извлекались им из пекинских газет.
Помимо своей специальной области знаний, В. П. выступал в печати и по отделу социальных наук; таковы его статьи: «Три вопроса», «Ассигнации — деньги» и «О поземельном устройстве».
Подробнее о библиографии трудов В. П. Васильева см.: Козин С. А. Библиографический обзор изданных и неизданных работ академика В. П. Васильева, по данным Азиатского музея АН СССР // Изв. АН СССР. VII сер. Отд. обществ. наук. — Л., 1931. — № 6. — С. 759—774.

## Память
На фасаде Дома академиков в Санкт-Петербурге, расположенном по адресу: 7-я линия Васильевского острова, 2/1, лит. А, где В. П. Васильев жил с 1891 по 1900 год, установлена мемориальная доска в память об ученом.

## Семья
Жена — Софья Ивановна урождённой Симонова (1832—1868), дочь ректора Казанского университета И. М. Симонова. В 1868 году, в момент смерти жены, Василий Павлович остался с 7 детьми:273.
- Сын — Александр Васильевич Васильев (1853—1929), математик, земский деятель, член I Государственной Думы и Государственного совета.
- Дочь — Аглаида Васильевна Васильева (1854—?)
- Сын — Николай Васильевич Васильев (1857—?)
- Дочь — Лидия Васильевна Васильева (Барановская) (1860—1950), замужем за Всеволодом Степановичем Барановским
- Дочь — Мария Васильевна Васильева (Барановская) (1863—?), замужем за Львом Степановичем Барановским, её дочь Ольга — первая жена А. Ф. Керенского
- Сын — Владимир Васильевич Васильев (1866—?)
- Сын — Сергей Васильевич Васильев (1867—1950), ветеринар Свияжского уезда
- Дочь — Софья Васильевна Васильева (1867—?)
- Дочь — Нина Васильевна в замужестве Вороновская (?—?), замужем за Дмитрием Андреевичем Вороновским.